# Saint-Martin-sous-Montaigu
Saint-Martin-sous-Montaigu este o comună în departamentul Saône-et-Loire, Franța. În 2009 avea o populație de 335 de locuitori.

## Evoluția populației
| An        | 1975 | 1982 | 1990 | 1999 | 2006 | 2009 |
| --------- | ---- | ---- | ---- | ---- | ---- | ---- |
| Populație | 287  | 372  | 402  | 373  | 346  | 335  |